# مدرسة الرقباء لجيش البحر (تونس)
مدرسة الرقباء لجيش البحر هي مؤسسة عسكرية للتعليم البحري والعسكري، تقع في خليج الشعرة بمدينة منزل عبد الرحمان ب ولاية بنزرت ، تم بعثها في غرة جانفي 2001 وتم تركيزها آنذاك بثكنة «واجهة البحر» بقليبيـة، وفـى 26 سبتمبر 2011، تم تغيــير مكان تمركزها إلى القاعدة البحرية بخليج الشعرة.